# ثاديوس جاي مارتن
ثاديوس جاي مارتن (بالإنجليزية: Thaddeus J. Martin)‏ هو ضابط أمريكي، ولد في 4 يوليو 1956.